# هری بیر
هری بیر (آلمانی: Harry Baer؛ زادهٔ ۲۷ سپتامبر ۱۹۴۷) هنرپیشه، بازیگر سینما، فیلم‌نامه‌نویس، و تهیه‌کننده فیلم اهل آلمان است.

## فیلم‌شناسی
- پالرمو یا وولفسبورگ
- نسل سوم
- دلال محبت
- تاجر چهار فصل
- کوئرله
- اشتیاق ورونیکا فوس
- دوست‌دختر
- نومیدی
- تالاب